# Helbor Dual Business
Vista parcial do edifício
Helbor Dual Business Office e Corporate  é um edifício localizado na cidade de Cuiabá, no Centro-oeste do Brasil. Concluído em 2016, o edifício é o 4° mais alto do estado de Mato Grosso, possui 32 andares e uma altura de 138 metros de altura. Localizado no coração do Centro Político e Administrativo de Cuiabá, possui uma arquitetura moderna, diferenciada e dinâmica.